# Antonio González Flores
Antonio González Flores (Madrid, 14 de novembre de 1961 - Alcobendas, província de Madrid, 30 de maig de 1995) fou un actor, compositor i cantant espanyol, més conegut com a Antonio Flores. Era fill de la cantant Lola Flores La Faraona i del guitarrista Antonio González El Pescaílla i germà de Lolita Flores i Rosario Flores. Estava divorciat d'Ana Villa amb qui va tenir la seva única filla, Alba.
El 26 de maig de 1995 va fer el seu últim concert a Pamplona, quatre dies més tard el 30 de maig va ser trobat mort a la residència familiar (El Lerele) de Madrid, només 15 dies més tard que morís la seva mare Lola Flores. La mort va ser motivada per una sobredosi de barbitúrics i alcohol. El 1995 se li va atorgar pòstumament el Premi Ondas al millor artista espanyol.

## Discografia
- Antonio (1980)
- Al caer el sol (1984)
- Gran Vía (1988)
- Cosas mías (1994)
- Antonio Flores en concierto (1995)

Antologies/homenatges
- Lo mejor de Antonio (1994)
- Una historia de amor interrumpida (1995)
- Antología (1996)
- Arriba los corazones (1999)
- Para Antonio Flores. Cosas tuyas (2002)
- 10 años: La leyenda de un artista (2005)

## Filmografia
- El taxi de los conflictos (1969) - De José Luis Sáenz de Heredia
- Colegas (1980) - d'Eloy de la Iglesia
- El balcón abierto (1984) - De Jaime Camino
- Calé (1987) - De Carlos Serrano
- Sangre y arena (1989) - De Javier Elorrieta
- La mujer y el pelele (1990) - De Mario Camus
- Chechu y familia (1992) - d'Álvaro Sáenz de Heredia
- Cautivos de la sombra (1993) - De Javier Elorrieta
- Fiesta (1995) - De Pierre Boutron (última pel·lícula on aparegué Antonio Flores)